# Wordfast
Wordfast là nhà cung cấp phần mềm bộ nhớ dịch. Wordfast cung cấp các giải pháp bộ nhớ dịch cho dịch giả tự do, nhà cung cấp dịch vụ ngôn ngữ và các tập đoàn đa quốc gia.

## Lịch sử
Wordfast được thành lập vào năm 1999 tại Paris, Pháp bởi Yves Champollion. Champollion đã có hơn 25 năm kinh nghiệm làm dịch giả tự do, quản lý dự án và tư vấn trong lĩnh vực bản dịch & bản địa hoá. Yves Champollion là hậu duệ của nhà Ai Cập học Jean-François Champollion, người được công nhận là đã giải mã phiến đá Rosetta.
Năm 1999, Yves Champollion bắt đầu phát triển phần mềm Wordfast. Khi đó, phần mềm này chỉ là một tập hợp các macro chạy trong chương trình Microsoft Word phiên bản 97 hoặc cao hơn. Đến cuối năm 2002, phần mềm chạy trên nền tảng Microsoft Word này (nay gọi là Wordfast Classic) vẫn còn miễn phí. Thông qua quảng cáo truyền miệng, Wordfast trở thành phần mềm bộ nhớ dịch phố biến thứ hai trong giới dịch giả.
Trong tháng 1/2009, Wordfast phát hành phần mềm Wordfast Studio, trong đó bao gồm Wordfast Classic và Wordfast Professional. Phiên bản Wordfast Professional chạy trên nền tảng Java.

## Sản phẩm
Wordfast cung cấp Wordfast Translation Studio. Giấy phép WFTS cho phép người dùng truy cập vào:
Wordfast ClassicCông cụ bộ nhớ dịch dựa trên phần mềm MS Word.
Wordfast ProCông cụ bộ nhớ dịch độc lập chạy trên nhiều hệ máy (Windows, Mac, Linux). Công cụ này làm việc với các bộ lọc để xử lý nhiều định dạng tập tin và cho phép dịch giả phân tích hàng loạt ở mức độ cơ bản (lên đến 20 tập tin).
Plus toolsMột tập hợp các công cụ miễn phí được thiết kế để giúp dịch giả dùng Wordfast Classic thực hiện chức năng nâng cao như triết xuất văn bản và liên kết.
Dự án VLTM (Bộ nhớ dịch rất lớn)Người dùng có thể tận dụng nội dung của bộ nhớ công rất lớn, hoặc thiết lập nhóm làm việc riêng để các dịch giả trong nhóm chia sẻ bộ nhớ dịch với nhau.
Các sản phẩm bổ sung bao gồm:
Wordfast Pro PlusMột bộ nhúng tùy chọn được tích hợp với Wordfast Pro để cho phép thực hiện hàng loạt không hạn chế, triết xuất khai thác các đoạn thường gặp từ nhiều tập tin, và quản lý bộ nhớ dịch tự động.
WF ServerMột ứng dụng bộ nhớ dịch an toàn cho máy chủ cho phép chia sẻ bộ nhớ dịch theo thời gian thực giữa các dịch giả ở bất cứ nơi nào trên thế giới
Wordfast Anywhere beta *Một bộ nhớ dịch dựa trên trình duyệt cho phép người dịch lưu trữ bộ nhớ dịch của họ trong một khu vực riêng biệt được bảo về bằng mật khẩu trên máy chủ tập trung. Nó được thiết kế để người dùng sử dụng Wordfast trong các dự án của họ ở bất cứ nơi nào họ có thể làm việc trên trình duyệt.

## Các định dạng tài liệu nguồn được hỗ trợ
Wordfast Classic có thể xử lý các định dạng sau: bất kỳ định dạng nào mà Microsoft Word có thể đọc, bao gồm các file văn bản gốc, tài liệu Word (DOC), Microsoft Excel (XLS), PowerPoint (PPT), Rich Text Format (RTF), RTF và HTML được dán nhãn. Tuy nhiên, phần mềm này không hỗ trợ trực tiếp các định dạng tài liệu mở vì các phiên bản hiện hành của Microsoft Word không có bộ lọc để nhập khẩu các tập tin OpenDocument.
Wordfast Pro có thể xử lý văn bản Word (DOC), Microsoft Excel (XLS), PowerPoint (PPT), HTML, XML, ASP, JSP, Java, và InDesign (INX).

## Các định dạng bộ nhớ dịch thuật và bảng thuật ngữ được hỗ trợ
Định dạng bộ nhớ dịch thuật của cả Wordfast Classic và Wordfast Pro là tập tin văn bản đơn giản được định giới bằng ký tự tab mà có thể được mở và chỉnh sửa bằng bất cứ trình soạn thảo văn bản nào. Wordfast cũng có thể nhập các tập tin và xuất các tệp tin TMX để trao đổi với các phần mềm CAT thương mại lớn khác.
Số lượng tối đa của các phân đoạn trong một bộ nhớ dịch là 1.000.000. Bộ nhớ dịch và bảng thuật ngữ có thể được đảo ngược, để ngay lập tức chuyển ngôn ngữ nguồn thành ngôn ngữ mục tiêu và ngược lại.
Wordfast có thể sử dụng các bộ nhớ dịch trên máy chủ tập trung, và lấy dữ liệu từ các công cụ dịch máy (bao gồm cả từ công cụ Google Translate).
Định dạng bảng thuật ngữ của Wordfast là tập tin văn bản đơn giản được định giới bằng ký tự tab. Wordfast Pro cũng có thể nhập các tập tin TBX.
Số lượng tối đa thuật ngữ tối đa trong bảng thuật ngữ là 250.000, nhưng chỉ 32.000 dòng đầu tiên có thể được hiển thị trong khi tìm kiếm.

## Nhóm người dùng
- Wordfast Classic Yahoogroup
- Wordfast Pro Yahoogroup